# U.S. National Championships 1915
Gli U.S. National Championships 1915 (conosciuti oggi come US Open) sono stati la 35ª edizione degli U.S. National Championships e seconda prova stagionale dello Slam per il 1915. I tornei maschili si sono disputati al West Side Tennis Club nel quartiere di Forest Hills di New York, quelli femminili e il doppio misto al Philadelphia Cricket Club di Filadelfia, negli Stati Uniti.
Il singolare maschile è stato vinto dallo statunitense William Johnston, che si è imposto sul connazionale Maurice McLoughlin in quattro set col punteggio di 1–6, 6–0, 7–5, 10–8. Il singolare femminile è stato vinto dalla norvegese Molla Bjurstedt Mallory, che ha battuto in finale in tre set la statunitense Hazel Hotchkiss Wightman. Nel doppio maschile si sono imposti Bill Johnston e Clarence Griffin. Nel doppio femminile hanno trionfato Hazel Wightman e Eleonora Sears. Nel doppio misto la vittoria è andata a Hazel Wightman, in coppia con Harry Johnson.

## Seniors

### Singolare maschile
William Johnston ha battuto in finale  Maurice McLoughlin con il punteggio di 1–6, 6–0, 7–5, 10–8.

### Singolare femminile
Molla Bjurstedt Mallory ha battuto in finale  Hazel Hotchkiss Wightman con il punteggio di 4–6, 6–2, 6–0.

### Doppio maschile
Bill Johnston /  Clarence Griffin hanno battuto in finale  Maurice McLoughlin /  Tom Bundy con il punteggio di 2–6, 6–3, 6–4, 3–6, 6–3.

### Doppio femminile
Hazel Wightman /  Eleonora Sears hanno battuto in finale  Helen McLean /  G. L. Chapman con il punteggio di 10–8, 6–2.

### Doppio misto
Hazel Wightman /  Harry Johnson hanno battuto in finale  Molla Bjurstedt /  Irving Wright con il punteggio di 6–0, 6–1.